# Lahinch
Lahinch (iriska: An Leacht, ofta stavat Lehinch) är en ort i Clare på Irland. Orten är känd för att vara en plats med flera bra stränder och Lahinch Golf Club är världskänt för sina goda banor. Lahinch har 607 invånare (2006). 
Det äldre iriska namnet är Leacht Ui Chonchubhair eller Leacht Ui Chonchuir som betyder O'Connors gravplats och O'Connors stenhäll. Det officiella namnet är Lahinch, men Lehinch är det namn som används på de flesta vägskyltar. Orsaken till detta är att det lokala uttalet ligger närmare Lehinch än Lahinch.